# Campeonato Europeu de Hóquei em Patins Masculino de 1998
O Campeonato Europeu de 1998 foi a 43.ª edição do Campeonato Europeu de Hóquei em Patins.

## Participantes
| País       | Participação | Melhor Resultado |
| Portugal   | 38.ª         | Campeão (1947, 1948, 1949, 1950, 1952, 1956, 1959, 1961, 1963, 1965, 1967, 1971, 1973, 1975, 1977, 1987, 1992, 1994 e 1996) |
| Itália     | 41.ª         | Campeão (1953 e 1990) |
| Espanha    | 31.ª         | Campeão (1951, 1954, 1955, 1957, 1969, 1979, 1981, 1983 e 1985)                                                             |
| Suíça      | 43.ª         | 2.º Lugar (1937) |
| França     | 42.ª         | 2.º Lugar (1926, 1927, 1928, 1930 e 1931)                                                                                   |
| Alemanha   | 39.ª         | 2.º Lugar (1932 e 1934) |
| Inglaterra | 43.ª         | Campeão (1926, 1927, 1928, 1929, 1930, 1931, 1932, 1934, 1936, 1937, 1938 e 1939)                                           |
| Áustria    | 3.ª          | 9.º Lugar (1996) |
| Holanda    | 8.ª          | 3.º Lugar (1963, 1967, 1969 e 1981)                                                                                         |
| Suécia     | 1.ª          | - |
| ---------- | ------------ | --- |

## Fase de Grupos

### Grupo A
|          | Portugal | Espanha | França | Países Baixos | Áustria |
| -------- | -------- | ------- | ------ | ------------- | ------- |
| Portugal |          | 2-0     | 7-3    | 16-1          | 37-0    |
| Espanha  |          |         | 11-1   | 19-1          | 37-0    |
| França   |          |         |        | 6-2           | 15-2    |
| Holanda  |          |         |        |               | 9-0     |
| Áustria  |          |         |        |               |         |

| CI. | Equipa   | Pts | J | V | E | D | GM | GS | DG  |
| --- | -------- | --- | - | - | - | - | -- | -- | --- |
| 1.º | Portugal | 8   | 4 | 4 | 0 | 0 | 62 | 4  | 58  |
| 2.º | Espanha  | 6   | 4 | 3 | 0 | 1 | 67 | 4  | 63  |
| 3.º | França   | 4   | 4 | 2 | 0 | 2 | 25 | 22 | 3   |
| 4.º | Holanda  | 2   | 4 | 1 | 0 | 3 | 13 | 41 | -28 |
| 5.º | Áustria  | 0   | 4 | 0 | 0 | 4 | 2  | 98 | -96 |

### Grupo B
|            | Itália | Suíça | Alemanha | Inglaterra | Suécia |
| ---------- | ------ | ----- | -------- | ---------- | ------ |
| Itália     |        | 6-0   | 6-1      | 26-0       | 10-0   |
| Suíça      |        |       | 3-1      | 15-1       | 26-0   |
| Alemanha   |        |       |          | 6-2        | 17-1   |
| Inglaterra |        |       |          |            | 9-4    |
| Suécia     |        |       |          |            |        |

| CI. | Equipa     | Pts | J | V | E | D | GM | GS | DG  |
| --- | ---------- | --- | - | - | - | - | -- | -- | --- |
| 1.º | Itália     | 8   | 4 | 4 | 0 | 0 | 48 | 1  | 47  |
| 2.º | Suíça      | 6   | 4 | 3 | 0 | 1 | 44 | 8  | 36  |
| 3.º | Alemanha   | 4   | 4 | 2 | 0 | 2 | 25 | 12 | 13  |
| 4.º | Inglaterra | 2   | 4 | 1 | 0 | 3 | 12 | 51 | -39 |
| 5.º | Suécia     | 0   | 4 | 0 | 0 | 4 | 5  | 62 | -57 |

## Fase Final

### 9.º e 10.º Lugar
| 9.º Lugar | Result. | 10.º Lugar |
| --------- | ------- | ---------- |
| Áustria   | 8-1     | Suécia     |

### 5.º-8.º Lugar
|  | Eliminatória           | Eliminatória           |   |                        | 5.º e 6.º Lugar        | 5.º e 6.º Lugar |  |
|  |                        |                        |   |                        |                        |                 |  |
|  | 18 de Dezembro de 1998 |                        |   |                        |                        |                 |  |
|  | França                 | 6                      |   |                        |                        |                 |  |
|  | Inglaterra             | 0                      |   |                        |                        |                 |  |
|  |                        |                        |   |                        |                        |                 |  |
|  |                        |                        |   |                        | 19 de Dezembro de 1998 |                 |  |
|  |                        |                        |   |                        | França                 | 2               |  |
|  |                        | Alemanha               | 1 |                        |                        |                 |  |
|  |                        |                        |   |                        |                        |                 |  |
|  |                        |                        |   |                        |                        |                 |  |
|  |                        |                        |   |                        | 7.º e 8.º Lugar        |                 |  |
|  | 18 de Dezembro de 1998 | 18 de Dezembro de 1998 |   | 19 de Dezembro de 1998 | 19 de Dezembro de 1998 |                 |  |
|  | Alemanha               | 7                      |   | Inglaterra             | 1                      |                 |  |
|  | Holanda                | 1                      |   |                        | Holanda                | 3               |  |

### Apuramento Campeão
|  | Meias Finais           | Meias Finais           |         |                        | Final                  | Final   |  |
|  |                        |                        |         |                        |                        |         |  |
|  | 18 de Dezembro de 1998 |                        |         |                        |                        |         |  |
|  | Portugal               | 12                     |         |                        |                        |         |  |
|  | Suíça                  | 1                      |         |                        |                        |         |  |
|  |                        |                        |         |                        |                        |         |  |
|  |                        |                        |         |                        | 19 de Dezembro de 1998 |         |  |
|  |                        |                        |         |                        | Portugal               | 1 (2) G |  |
|  |                        | Espanha                | 1 (1) P |                        |                        |         |  |
|  |                        |                        |         |                        |                        |         |  |
|  |                        |                        |         |                        |                        |         |  |
|  |                        |                        |         |                        | 3.º e 4.º Lugar        |         |  |
|  | 18 de Dezembro de 1998 | 18 de Dezembro de 1998 |         | 19 de Dezembro de 1998 | 19 de Dezembro de 1998 |         |  |
|  | Espanha                | 1 (4) G                |         | Suíça                  | 2                      |         |  |
|  | Itália                 | 1 (3) P                |         |                        | Itália                 | 10      |  |

- ET-Tempo Extra; GP-Grandes Penalidades

## Classificação final
| Lugar | Seleção    | J | V | E | D | GM | GS | Dif. |
| ----- | ---------- | - | - | - | - | -- | -- | ---- |
|       | Portugal   | 6 | 5 | 1 | 0 | 75 | 6  | +69  |
|       | Espanha    | 6 | 3 | 2 | 1 | 69 | 6  | +63  |
|       | Itália     | 6 | 5 | 1 | 0 | 59 | 4  | +55  |
| 4     | Suíça      | 6 | 3 | 0 | 3 | 47 | 30 | +17  |
| 5     | França     | 6 | 4 | 0 | 2 | 33 | 23 | +10  |
| 6     | Alemanha   | 6 | 3 | 0 | 3 | 33 | 15 | +18  |
| 7     | Holanda    | 6 | 2 | 0 | 4 | 17 | 49 | -32  |
| 8     | Inglaterra | 6 | 1 | 0 | 5 | 13 | 60 | -47  |
| 9     | Áustria    | 5 | 1 | 0 | 4 | 10 | 99 | -89  |
| 10    | Suécia     | 5 | 0 | 0 | 5 | 6  | 70 | -64  |

| Campeões Europeus 1998 |
| ---------------------- |
| Portugal               |
| PORTUGAL 20.º Título   |